# 羅沢南
羅 沢南（ら たくなん、Luó Zénán、1807年 - 1856年）は、清の朱子学者、湘軍の指揮官の一人。字は仲岳、号は羅山。湖南省湘郷県（現在の婁底市双峰県石牛郷）出身。
挙人出身で、兵書・春秋左氏伝・易経の研究を好んだ。左宗棠・李続賓・李続宜・蔣益澧はみな門下生である。
1853年、曽国藩と共同で湘軍を創設し、湘軍のうち3万数千人を統率した。これは曽国藩の率いる12万の主力に次ぐものであった。その後、湖南省・江西省・湖北省を転戦し、武漢での戦いで功績を上げるなどして、浙江按察使・浙江布政使に至った。兵の訓練の時には易経を講義したので「儒将」と称された。
1856年の「第三次武漢争奪戦」で、太平天国軍の守将の韋俊に敗北し、羅沢南の部隊は武昌郊外で散り散りになった。霧の中で羅沢南は被弾し、数日後に死亡した。曽国藩はひざまずいて号泣し、全軍に喪に服すよう命じた。